# SK Birseck
SK Birseck, pełna nazwa Schach Klub Birseck – szwajcarski klub szachowy z siedzibą w Arlesheim, trzykrotny zwycięzca Nationalligi A.

## Historia
Klub powstał 11 października 1940 roku jako SF (Schachfreunde) Birseck, a włączono do niego także powstały w latach 30. SF Münchenstein. Klub propagował grę w szachy poprzez symultany i pokazy. W 1943 roku część członków klubu dołączyła do Schweizerischer Schachverein i utworzyła SK (Schachklub) Birseck. Wkrótce później z powodu trudności lokalowych połączono SF Birseck i SK Birseck. Prezydentem klubu został Paul Burri. Krótko po II wojnie światowej klub nawiązał współpracę z De Dom Utrecht, w ramach której symultany w Arlesheim udzielił Jaap von Oosterwjik.
W 1951 roku klub uczestniczył w pierwszych drużynowych mistrzostwach Szwajcarii, początkowo w III kategorii. Zawodnicy klubu: Paul Müller, Peter Leepin i Hans J. Schudel wspierali SG Basel, które w latach 1951–1952 zostało mistrzem kraju. W 1956 roku SK Birseck awansował do II kategorii, a rok później, kiedy jego skład wzmocnił Ernő Gereben, wygrał baraż o awans do Nationalligi A z Neuchâtelem. W 1959 roku klub organizował mistrzostwa świata juniorów. W 1962 SK Birseck rozegrał pierwszy w historii mecz szachowy za pośrednictwem teleksu, a rywalem była drużyna Den Haag DD.
W 1963 roku, dzięki remisowi SG Zürich w ostatniej kolejce z Nimzowitschem Zurych, SK Birseck po raz pierwszy wygrał Nationalligę A. W składzie drużyny znajdowali się wówczas m.in. Edwin Bhend, Ernő Gereben, Hans J. Schudel, Paul Müller i Ulrich Eggenberger. W 1966 roku szachiści klubu uzyskali wicemistrzostwo, a w 1970 roku zdobyto drugie mistrzostwo Nationalligi A. Kadrę stanowili wówczas m.in. André Lombard, Edwin Bhend i Ernő Gereben. W okolicach 1973 roku wewnętrzne nieporozumienia w klubie spowodowały odejście kilku czołowych graczy. Mimo to w tym samym roku klub zdobył Puchar Szwajcarii, powtarzając to osiągnięcie w latach 1974 i 1976. W 1980 roku SK Birseck dzięki zwycięstwu w ostatniej rundzie z SG Allschwil po raz trzeci wygrał Nationalligę A. W jego składzie znajdowali się wtedy m.in. Charles Partos, Juerg Ditzler i Ernő Gereben.
W związku z nieopłacaniem zaległych honorariów z klubu odeszli czołowi gracze, czego efektem był spadek w 1983 roku do Nationalligi B oraz do 1. Ligi sezon później. W 1987 roku klub spadł do 2. Ligi. W 1989 roku zespół wrócił do 1. Ligi. W 1991 roku przegrał baraż o awans do Nationalligi B z CE Genève 2. W 1999 roku zespół awansował do Nationalligi B, w 2002 roku nastąpił spadek. W 2009 roku zespół, w którym grał m.in. Ivan Nemet, awansował do Nationalligi B. W tym samym roku klub awansował do 2. Bundesligi. W 2014 roku klub spadł do 1. Ligi. W 2016 roku nastąpił spadek SK Birseck do 2. Ligi. Rok później zespół powrócił na trzeci poziom rozgrywek. W 2019 roku klub ponownie spadł do 2. Ligi.